# Heptathela kikuyai
Heptathela kikuyai är en spindelart som beskrevs av Ono 1998. Heptathela kikuyai ingår i släktet Heptathela och familjen ledspindlar. Inga underarter finns listade i Catalogue of Life.